# 1865
1865 (MDCCCLXV) fue un año común comenzado en domingo según el calendario gregoriano.

## Acontecimientos

### Enero
- 1 de enero: en Chile se instaura el sistema métrico decimal.

### Febrero
- 18 de febrero: en los Estados Unidos, el estado de Delaware rechaza la enmienda 13 de la constitución y vota la continuación de la esclavitud. (Ratificarán la enmienda el 12 de febrero de 1901.).
- 20 de febrero: en Uruguay culmina la guerra civil iniciada en 1863 por Venancio Flores, con el sitio y rendición de Montevideo y la entrega del poder de Tomás Villalba a Flores, que se convierte en dictador.
- 27 de febrero: la República Dominicana se independiza por vez segunda y definitiva de España.

### Marzo
- 4 de marzo: en Estados Unidos, el republicano Abraham Lincoln jura como presidente para un segundo mandato.
- 18 de marzo: Paraguay declara la guerra a Argentina por no permitir el paso por Corrientes de las tropas paraguayas para invadir Brasil.

### Abril
- 9 de abril: termina la Guerra de Secesión. Abolición de la esclavitud.
- 10 de abril: en Madrid tiene lugar el episodio conocido como Noche de San Daniel.
- 11 de abril: en el marco de la Segunda Intervención Francesa en México, el general Nicolás Régules derrota a las tropas de la legión belga-francesa en la Batalla de Tacámbaro.
- 15 de abril: El presidente Abraham Lincoln es asesinado.

### Mayo
- 1 de mayo: Se firma el Tratado Secreto de la Triple Alianza (Argentina, Brasil y Uruguay) para expulsar las invasiones de tropas paraguayas de Brasil y Argentina así como para derrocar al dictador Francisco Solano López.
- 12 de mayo: Se funda la empresa Nokia, en el Imperio Ruso, hoy en día Finlandia.
- 17 de mayo: en París se firma el convenio que establece la Unión Internacional de Telegrafía.

### Junio
- 10 de junio: en Múnich (Alemania) se estrena la ópera Tristán e Isolda, de Richard Wagner.

### Julio
- 5 de julio: Gran Bretaña aprueba la primera ley del mundo que limita la velocidad de circulación.
- 28 de julio: llegada de los primeros colonos galeses a las costas de Puerto Madryn (provincia del Chubut), marcando el inicio formal de la colonización galesa en Argentina. Y el primer poblamiento no originario al sur del Río Negro exitoso, tras 300 años de intentos fallidos.

### Agosto
- 14 de agosto: en la provincia de Buenos Aires (Argentina) se funda la población de Burzaco.
- 17 de agosto: Un terremoto de 5,0 sacude la ciudad de Memphis, Tennessee.
- 29 de agosto: es fusilado el capitán general Gerardo Barrios, expresidente y actual héroe nacional de El Salvador.

### Septiembre
- 24 de septiembre: el gobierno chileno declara la guerra a España tras la amenaza del bloqueo y bombardeo de sus puertos por parte de la «Expedición científica del Pacífico» (guerra hispano-sudamericana).

### Octubre
- 23 de octubre: la ciudad de La Habana (Cuba) es azotada por un violento huracán.

### Noviembre
- 1 de noviembre: entre Bogotá y Mosquera (Colombia) se inaugura la primera línea telegráfica del país.

### Diciembre
- 13 de diciembre: los gobiernos de Perú y España ―en el marco de la guerra hispano-sudamericana― rompen relaciones y se declaran oficialmente la guerra. Posteriormente, Ecuador y Bolivia también lo hicieron.

### Fechas desconocidas
- En España, se celebra el primer Congreso Obrero Español.
- En Argentina, se funda el Colegio Inmaculada Concepción de María, para la alta aristocracia.

## Arte y literatura
- Lewis Carroll: Alicia en el País de las Maravillas
- Charles Dickens: Nuestro común amigo
- Sully Prudhomme: Estancias y poemas y La expresión en las bellas artes

## Ciencia y tecnología
- James Clerk Maxwell: teoría electromagnética de la luz.
- Gregor Mendel: teoría de la herencia
- George Robert Gray: describe por primera vez el zifio de Layardi (Mesoplodon layardii).
- Theodore Nicholas Gill describe por primera vez el delfín de flanco blanco del Pacífico (Lagenorhynchus obliquidens).
- Carlos Germán Burmeister describe por primera vez la marsopa negra (Phocoena spinipinnis).
- Wilhelm Tempel: descubre el cometa 55P/Tempel-Tuttle.

## Música
- Richard Wagner: Tristán e Isolda.
- Nikolái Rimsky-Kórsakov: Sinfonía en la menor.

## Nacimientos

### Enero
- 3 de enero: Henry Lytton, cantante de ópera y actor británico (f. 1936).
- 5 de enero: Julio Garavito Armero, astrónomo colombiano (f. 1920).
- 26 de enero: Sabino Arana, político, escritor e ideólgo del nacionalismo vasco (f. 1903).
- 28 de enero: Kaarlo Juho Ståhlberg, político finlandés, presidente entre 1919 y 1925 (f. 1952).

### Febrero
- 6 de febrero: Evan Gorga, tenor italiano (f. 1957).
- 19 de febrero: Ferdinand Löwe, director de orquesta y músico austriaco (f. 1925).

### Marzo
- 2 de marzo: Elise Richter, filóloga y catedrática austriaca (f. 1943).
- 9 de marzo: João Simões Lopes Neto, escritor y folclorista brasileño (f. 1916).

### Abril
- 1 de abril: Richard Zsigmondy, químico austríaco, premio nobel de química en 1925 (f. 1929).
- 1 de abril: Irene Morales, militar chilena (f. 1890).
- 9 de abril: Erich Ludendorff, oficial del ejército alemán (f. 1937).
- 16 de abril: Wilhelm Nestle, filólogo clásico alemán (f. 1959).

### Mayo
- 25 de mayo: Pieter Zeeman, físico neerlandés, Premio Nobel de física en 1902 (f. 1943).

### Junio
- 3 de junio: Jorge V, rey británico desde 1910 hasta 1936 (f. 1936)
- 9 de junio: Carl Nielsen, compositor, director de orquesta y violinista danés (f. 1931).
- 13 de junio: William Butler Yeats, poeta irlandés, premio nobel de literatura en 1923 (f. 1939).
- 24 de junio: Augusto González Besada, político español (f. 1919).

### Julio
- 26 de julio: Philipp Scheidemann, político alemán (f. 1939).
- 28 de julio: Juan B. Justo, médico, periodista, escritor y político argentino (f. 1928).

### Agosto
- 15 de agosto: Mikao Usui, inventor del reiki (f. 1926).
- 27 de agosto: Charles Gates Dawes, financiero y político estadounidense, premio nobel de la paz en 1925 (f. 1951).

### Octubre
- 12 de octubre: 
  - Manuel Enrique Araujo, médico y político salvadoreño.
  - Arthur Harden, bioquímico británico, premio nobel de química en 1929 (f. 1940).
- 15 de octubre: Charles W. Clark, barítono estadounidense (f. 1925).
- 31 de octubre: Wilfrid Voynich, bibliófilo lituano, descubridor del Manuscrito Voynich (f. 1930).

### Noviembre
- 1 de noviembre: Maria Pascoli, escritora italiana (f. 1953).
- 2 de noviembre: Warren G. Harding, político estadounidense y 29° presidente desde 1921 hasta 1923 (f. 1923).
- 12 de noviembre: Paulino Savirón Caravantes, profesor español, rector de la Universidad de Zaragoza (f. 1947).
- 27 de noviembre: José Asunción Silva, poeta colombiano (f. 1896).

### Diciembre
- 8 de diciembre: Jean Sibelius, compositor finlandés (f. 1957).
- 13 de diciembre: Ángel Ganivet, escritor y diplomático español (f. 1898).
- 30 de diciembre: Rudyard Kipling, escritor británico, premio nobel de literatura en 1907 (f. 1936).

### Fecha desconocida
- Rómulo Ernesto Durón, abogado, político, poeta traductor y profesor de universidad e investigación histórica hondureño (f. 1942).

## Fallecimientos

### Enero
- 2 de enero: Leandro Gómez, militar uruguayo (n. 1811).
- 19 de enero: Pierre-Joseph Proudhon, filósofo, político y revolucionario francés (n. 1809).

### Febrero
- 19 de febrero Francisco Bilbao, escritor y político chileno (n. 1823).

### Marzo
- 20 de marzo: Yamanami Keisuke, samurái japonés y secretario general del Shinsengumi (n. 1833).

### Abril
- 11 de abril: Antonio Alcalá Galiano, escritor y político español (n. 1789).
- 14 de abril: Rafael Carrera y Turcios, político y presidente guatemalteco entre 1851 y 1865 (n. 1814).
- 15 de abril: Abraham Lincoln, abogado y presidente estadounidense entre 1861 y 1865 (n. 1809).
- 20 de abril: Braulio Foz, escritor y humanista español (n. 1791).
- 26 de abril: John Wilkes Booth,actor estadounidense, famoso por asesinar a Abraham Lincoln (n. 1838).
- 30 de abril: Robert Fitz Roy, marino y meteorólogo británico (n. 1805).

### Mayo
- 29 de mayo: Eduard Knoblauch, arquitecto alemán (n. 1801).

### Julio
- 11 de julio: Felipe Arana, jurisconsulto y político argentino (n. 1786).

### Agosto
- 29 de agosto: Gerardo Barrios, militar, político y presidente salvadoreño entre 1859 y 1863 (n. 1813).

### Octubre
- 15 de octubre: Andrés Bello, humanista, poeta, filólogo, educador y jurista venezolano (n. 1781).

### Noviembre
- 1 de noviembre: John Lindley, paleontólogo, naturalista, y botánico británico (n. 1799).

### Diciembre
- 6 de diciembre: Sebastián Iradier, compositor español (n. 1809).